# Castalie
Pour les articles homonymes, voir Castalie (homonymie) et Castalia.

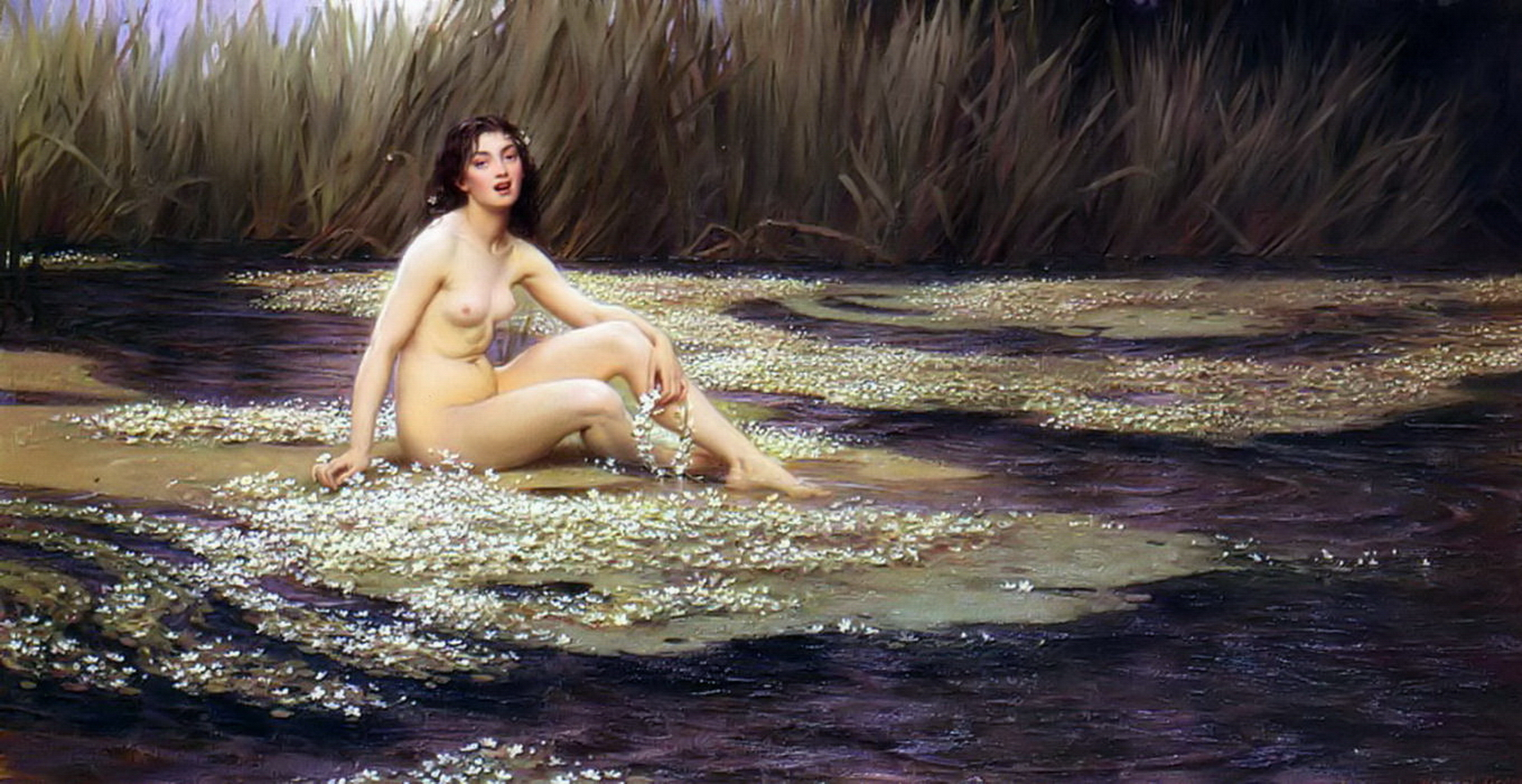
Herbert Draper: la nymphe aquatique.

Castalie ou Castalia (en grec Κασταλία) est, dans la  mythologie grecque, une naïade crénée, fille du dieu-fleuve Achéloos. Poursuivie par le dieu Apollon, elle préféra se jeter dans une fontaine que de céder à ses avances, et elle devint la fontaine sacrée de Poséidon
La fontaine de Castalie se trouve à Delphes, au pied du Mont Parnasse (au pied des roches Phédriades). Castalie était capable de donner l'inspiration poétique à celui qui buvait de ses eaux ou écoutait son murmure tranquille. L'eau sacrée servait aussi à la purification rituelle des temples de Delphes. Apollon consacra la fontaine de Castalie aux Muses (Castaliae Musae).
Il y avait une autre fontaine portant le même nom dans l'oracle d'Apollon à Daphné, près d'Antioche, en Syrie.  Elle est représentée avec son nom en légende sur la bordure topographique de la mosaïque de Yakto, avec une autre fontaine dénommée Pallas.
L'écrivain allemand Hermann Hesse s'est inspiré du nom de Castalie pour désigner la province pédagogique fictive qu'il décrit dans son Opus magnum de 1943, Le Jeu des perles de verre.
Le nom de Castalie a été donné à un astéroïde géocroiseur découvert en 1989.